# El xoc
El xoc és un documental dirigit per Enric Vilageliu i produït per Gent i Terra, editora de la revista Vallesos. Tracta els esdeveniments que van tenir lloc a Catalunya entre el 6 i 7 de setembre del 2017 i el referèndum del primer d'octubre del 2017, relacionats amb el procés independentista català. Es va presentar el 25 de setembre als Cinemes Texas de Barcelona i es va presentar el 27 de setembre al Centre Cultural de Granollers. El programa Sense ficció de Televisió de Catalunya l'emetrà el primer d'octubre del 2018.

## Sinopsi
El xoc és una pel·lícula documental que permet conèixer de primera mà els esdeveniments històrics trepidants viscuts del 6 de setembre al 27 d'octubre del 2017 a Catalunya, en un retrat vertiginós dels moviments dels seus protagonistes. Sabrem què va passar al Parlament i al carrer tot seguint unes autoritats que van decidir emprendre l'aventura de convocar un referèndum d'autodeterminació i proclamar la República Catalana, enfrontant-se al poder espanyol.